# Championnat de Belgique masculin de handball 2002-2003
Navigation
Division d'Honneur 2001-2002 Division d'Honneur 2003-2004
La saison 2002-2003 du championnat de Belgique masculin de handball est la 45e édition de la plus haute division belge de handball. La première phase du championnat la phase classique, est suivi des Play-offs et des Play-downs.       
Cette édition a été remportée par le HCE Tongeren, champion pour la toute première fois.
Enfin, le HBC Izegem et l'Olse Merksem HC sont relégués et seront remplacé la saison suivante par le CSV Charleroi et le HC Maasmechelen 65.

## Participants
| Club                | Classement 2001-2002 | Localisation | Entraîneur      | Salle                        | Capacité |
| ------------------- | -------------------- | ------------ | --------------- | ---------------------------- | -------- |
| HC Eynatten         | 1er                  | Raeren       | Pim Rietbroek   | Sporthalle Eynatten          | 700      |
| Sporting Neerpelt   | 2e                   | Neerpelt     | Jos Schouterden | Sportcentrum Dommelhof       | 1 600    |
| Union beynoise      | 3e                   | Beyne-Heusay |                 | Hall Omnisports Edmond Rigo  | 400      |
| VOO HC Herstal      | 4e                   | Herstal      |                 | Hall Omnisports "La Préalle" | 1200     |
| HCE Tongeren        | 5e                   | Tongres      | Pedrag Dosen    | Eburons Dôme Tongeren        | 1 000    |
| KV Sasja HC Hoboken | 6e                   | Anvers       | Alex Jacobs     | Sportcomplex Sorghvliedt     | 950      |
| Initia HC Hasselt   | 7e                   | Hasselt      |                 | Sporthal Alverberg           | 1 730    |
| Olse Merksem HC     | 8e                   | Anvers       |                 | Sportcentrum De Rode Loop    | 321      |
| HC Visé BM          | 9e                   | Visé         |                 | Hall Omnisports de Visé      | -        |
| HBC Izegem          | ? (D1)               | Izegem       |                 | ?                            | ?        |

### Localisation
| \| HCE Tongeren Initia HC Hasselt HC Visé BM KV Sasja Sporting Neerpelt HC Eynatten Union Beynoise Herstal Olse Merksem HC VOO HC Herstal HBC Izegem \| Localisation des clubs engagés dans le championnat |
| HCE Tongeren Initia HC Hasselt HC Visé BM KV Sasja Sporting Neerpelt HC Eynatten Union Beynoise Herstal Olse Merksem HC VOO HC Herstal HBC Izegem                                                          |

Nombre d'équipes par Province
| # | Province                        | Nombre | Équipe(s)                                               |
| - | ------------------------------- | ------ | ------------------------------------------------------- |
| 1 | Province de Liège               | 4      | HC Eynatten, Union beynoise, HC Visé BM, VOO HC Herstal |
| 2 | Province de Limbourg            | 3      | Initia HC Hasselt, HCE Tongeren, Sporting Neerpelt      |
| 3 | Province d'Anvers               | 2      | KV Sasja HC Hoboken, Olse Merksem HC                    |
| 4 | Province de Flandre-Occidentale | 1      | HBC Izegem                                              |

## Compétition

### Organisation du championnat
La saison régulière est disputée par 10 équipes jouant chacune l'une contre l'autre à deux reprises selon le principe des phases aller et retour. Une victoire rapporte 2 points, une égalité, 1 point et, donc une défaite 0 point.
Après la saison régulière, les 6 équipes les mieux classées s'engagent dans les play-offs. Une phase composée de deux groupes de trois équipes qui constitue en un mini championnat. La répartition des groupes est tirée au sort. On retrouve dans le pot 1, les équipes ayant terminées première et seconde de la phase régulière, celle-ci débuteront les Play-offs avec 3 points. Dans le pot 2, se retrouvent le troisième et le quatrième qui débuteront avec 2 points et dans le dernier et troisième pot, se retrouvent le cinquième et le sixième de la phase régulière qui débuteront avec un seul point.
À la fin de ces play-offs, les premiers des deux groupes sont qualifiés pour la finale, une finale au meilleur des trois manches. L'équipe qui a terminé les play-offs avec le moins de points, reçoit pour la première manche. Ensuite, celle qui avait terminé avec le plus de points reçoit pour la manche allé ainsi que pour troisième manche si elle a lieu. En effet, car il est important de noter que si l'une des deux équipes remporte les deux premières manches, dans ce cas la troisième manche n'est pas joué car l'équipe qui a remporté ces deux manches et déclarer championne de Belgique.
Pour déterminer qui occupera troisième, quatrième, cinquième et sixième du championnat. Les deux deuxièmes s'affrontent pour déterminer qui sera troisième ainsi que les deux troisièmes pour la cinquième places.
Pour ce qui est des autres formations, le dernier est directement relégué en division 1 (2e niveau). Les équipes classées de la 7e à la 9e place seront rejointes par le 2e de la division 1 qui remplace donc le 10e dans les play-downs. Il s'agit là aussi d'un mini championnat en phase aller-retour mais pour laquelle, le premier et le second de ces play-downs commencent avec 1 point alors que le troisième et le promu de la division 2 débutent avec 0 point. Comme lors de la phase régulière, le dernier est relégué en division 1.

### Saison régulière

#### Classement
|    | Équipe                | Pts | J  | G  | N | P  | Bp  | Bc  | Diff |
| -- | --------------------- | --- | -- | -- | - | -- | --- | --- | ---- |
| 1  | Sporting Neerpelt     | 34  | 18 | 17 | 0 | 1  | 557 | 426 | 131  |
| 2  | HCE Tongeren          | 28  | 18 | 14 | 0 | 4  | 458 | 387 | 71   |
| 3  | HC Eynatten (T)       | 25  | 18 | 12 | 1 | 5  | 466 | 368 | 98   |
| 4  | Initia HC Hasselt (C) | 24  | 18 | 11 | 2 | 5  | 478 | 403 | 75   |
| 5  | Union beynoise        | 19  | 18 | 9  | 1 | 8  | 423 | 422 | 1    |
| 6  | VOO HC Herstal        | 17  | 18 | 7  | 3 | 8  | 422 | 449 | -27  |
| 7  | KV Sasja HC Hoboken   | 16  | 18 | 7  | 2 | 9  | 460 | 466 | -6   |
| 8  | HC Visé BM            | 10  | 18 | 4  | 2 | 12 | 401 | 455 | -54  |
| 9  | HBC Izegem            | 6   | 18 | 2  | 2 | 14 | 422 | 574 | -152 |
| 10 | Olse Merksem HC       | 1   | 18 | 0  | 1 | 17 | 354 | 491 | -137 |

|                 | Qualification pour les Play-Offs  |
|                 | Qualification pour les Play-Downs |
|                 | Relégation en Division 1          |
| (T)             | Tenant du titre                   |
| en augmentation | Promu de 2002                     |
| (C)             | Vainqueur de la Coupe de Belgique |

#### Matchs
| Résultats (dom.\ext.)                                      | HCE   | IZE   | HCT   | IHA   | KVS   | OME   | SNE   | UBE   | HER   | HCV   |
| HC Eynatten                                                |       | 34-18 | 31-22 | 26-22 | 26-22 | 24-15 | 24-25 | 28-9  | 25-17 | 25-18 |
| HBC Izegem                                                 | 21-39 |       | 21-33 | 13-26 | 28-33 | 27-23 | 24-33 | 24-34 | 19-19 | 28-28 |
| HCE Tongeren                                               | 22-16 | 39-25 |       | 25-22 | 32-22 | 23-19 | 31-24 | 24-19 | 28-22 | 25-17 |
| Initia HC Hasselt                                          | 29-22 | 34-18 | 26-23 |       | 26-22 | 26-15 | 30-31 | 32-19 | 18-18 | 31-19 |
| KV Sasja HC Hoboken                                        | 20-20 | 33-30 | 23-20 | 32-26 |       | 29-15 | 21-33 | 27-27 | 25-28 | 26-29 |
| Olse Merksem HC                                            | 17-26 | 25-27 | 21-25 | 18-26 | 22-28 |       | 19-38 | 20-31 | 23-27 | 24-24 |
| Sporting Neerpelt                                          | 30-26 | 29-25 | 29-25 | 24-21 | 28-23 | 29-26 |       | 29-22 | 33-24 | 34-22 |
| Union Beynoise                                             | 24-21 | 33-25 | 17-23 | 30-14 | 23-21 | 18-21 | 24-30 |       | 18-21 | 26-22 |
| VOO HC Herstal                                             | 16-24 | 31-28 | 23-25 | 24-24 | 29-34 | 27-22 | 20-34 | 19-21 |       | 36-31 |
| HC Visé BM                                                 | 21-28 | 32-24 | 18-20 | 21-22 | 24-19 | 24-16 | 22-29 | 12-21 | 17-21 |       |
| - Victoire à domicile - Match nul - Victoire à l'extérieur |       |       |       |       |       |       |       |       |       |       |

### Play-offs

#### Composition des chapeaux
Les équipes sont réparties dans les deux groupes à la suite d'un tirage au sort et non en fonction du classement.
| Chapeau 1         | Chapeau 2         | Chapeau 3      |
| ----------------- | ----------------- | -------------- |
| Sporting Neerpelt | HC Eynatten       | Union beynoise |
| HCE Tongeren      | Initia HC Hasselt | HC Herstal/Ans |

##### Groupe A
|   | Équipe            | Pts | J | G | N | P | Bp  | Bc  | Diff |  | Résultats (dom.\ext.) | NEE   | HCE   | UBE   |
| - | ----------------- | --- | - | - | - | - | --- | --- | ---- |  | --------------------- | ----- | ----- | ----- |
| 1 | HC Eynatten       | 10  | 4 | 4 | 0 | 0 | 105 | 82  | 23   |  | Sporting Neerpelt     |       | 20-23 | 36-22 |
| 2 | Sporting Neerpelt | 7   | 4 | 2 | 0 | 2 | 110 | 99  | 11   |  | HC Eynatten           | 27-26 |       | 28-16 |
| 3 | Union beynoise    | 1   | 4 | 0 | 0 | 4 | 85  | 119 | -34  |  | Union beynoise        | 27-28 | 20-27 |       |

##### Groupe B
|   | Équipe            | Pts | J | G | N | P | Bp  | Bc  | Diff |  | Résultats (dom.\ext.) | HCT   | H-A   | IHA   |
| - | ----------------- | --- | - | - | - | - | --- | --- | ---- |  | --------------------- | ----- | ----- | ----- |
| 1 | HCE Tongeren      | 9   | 4 | 3 | 0 | 1 | 90  | 87  | 3    |  | HCE Tongeren          |       | 23-22 | 23-22 |
| 2 | Initia HC Hasselt | 6   | 4 | 2 | 0 | 2 | 100 | 97  | 3    |  | HC Herstal/Ans        | 20-23 |       | 27-26 |
| 3 | HC Herstal/Ans    | 3   | 4 | 1 | 0 | 3 | 95  | 101 | -6   |  | Initia HC Hasselt     | 23-21 | 26-26 |       |

#### Finales

##### Match pour la cinquième place
| 10/11 mai | Union beynoise | 34-26 | HC Herstal/Ans | Beyne-Heusay Hall Omnisports Edmond Rigo |
| 10/11 mai | Rapport        |       |                | Beyne-Heusay Hall Omnisports Edmond Rigo |

##### Match pour la troisième place
| 10/11 mai | Sporting Neerpelt | 32-38 | Initia HC Hasselt | Neerpelt Sportcentrum Dommelhof |
| 10/11 mai | Rapport           |       |                   | Neerpelt Sportcentrum Dommelhof |

##### Finale
| 10/11 mai | HC Eynatten                                 | 24-22   | HCE Tongeren                         | Raeren Sporthalle Eynatten Arbitrage : Rosskamp/Rothkranz |
| 10/11 mai | Christian Hagemann 6 Jean Marc Schuransky 6 | (10-11) | Christophe Bourlet 7 Salem Dobojak 7 | Raeren Sporthalle Eynatten Arbitrage : Rosskamp/Rothkranz |
| 10/11 mai | Rapport                                     |         |                                      | Raeren Sporthalle Eynatten Arbitrage : Rosskamp/Rothkranz |

| 18/19 mai | HCE Tongeren   | 28-24 | HC Eynatten          | Tongres KTA 3 Arbitrage : Jaichi/El Haff |
| 18/19 mai | Haris Dzafic 6 |       | Christian Hagemann 7 | Tongres KTA 3 Arbitrage : Jaichi/El Haff |
| 18/19 mai | Rapport        |       |                      | Tongres KTA 3 Arbitrage : Jaichi/El Haff |

| 24 mai | HCE Tongeren  | 19-18  | HC Eynatten                              | Tongres KTA 3 Affluence : 1 000 Arbitrage : Riga/Botton |
| 24 mai | Davor Peric 4 | (8-11) | Christian Hagemann 5 Zbigniew Krzyskow 5 | Tongres KTA 3 Affluence : 1 000 Arbitrage : Riga/Botton |
| 24 mai | Rapport       |        |                                          | Tongres KTA 3 Affluence : 1 000 Arbitrage : Riga/Botton |

- HCE Tongeren 2-1 HC Eynatten

### Play-downs

#### Classement
|   | Équipe                  | Pts | J | G | N | P | Bp  | Bc  | Diff |
| - | ----------------------- | --- | - | - | - | - | --- | --- | ---- |
| 1 | KV Sasja HC Hoboken     | 11  | 5 | 5 | 0 | 0 | 160 | 120 | 40   |
| 2 | HC Visé BM              | 7   | 5 | 3 | 0 | 2 | 136 | 128 | 8    |
| 3 | HC Maasmechelen 65 (D2) | 4   | 5 | 2 | 0 | 3 | 136 | 144 | -8   |
| 4 | HBC Izegem              | 0   | 5 | 0 | 0 | 5 | 105 | 145 | -40  |

|                 | Relégation en Division 2  |
| en augmentation | Promu pour les Play-downs |

#### Matchs
.
| Résultats (dom.\ext.)                                      | KVS   | HCV   | HCM   | IZE   |
| KV Sasja HC Hoboken                                        |       | 31-26 | 40-24 | 36-20 |
| HC Visé BM                                                 | 24-25 |       | 34-32 | 24-17 |
| HC Maasmechelen 65                                         | -     | 23-28 |       | 30-17 |
| HBC Izegem                                                 | 26-28 | -     | 25-27 |       |
| - Victoire à domicile - Match nul - Victoire à l'extérieur |       |       |       |       |

### Champion
| Champion de Belgique de handball 2002-2003 Handbal Club Elckerlyc Tongeren 1er titre |

## Bilan

### Classement final
| Rang | Équipe                |
| ---- | --------------------- |
| 1er  | HCE Tongeren          |
| 2e   | HC Eynatten (T)       |
| 3e   | Initia HC Hasselt (C) |
| 4e   | Sporting Neerpelt     |
| 5e   | Union beynoise        |
| 6e   | HC Herstal/Ans        |
| 7e   | KV Sasja HC Hoboken   |
| 8e   | HC Visé BM            |
| 9e   | HBC Izegem            |
| 10e  | Olse Merksem HC       |

|                 | Champion de Belgique et qualifiés pour la Ligue des champions (C1) |
|                 | Qualifié en Coupe des coupes (C2)                                  |
|                 | Qualifié en Coupe de l'EHF (C3)                                    |
|                 | Qualifié en Coupe Challenge (C4)                                   |
|                 | Relégués en division 1                                             |
| (T)             | Tenant du titre                                                    |
| (C)             | Vainqueur de la Coupe de Belgique                                  |
| en augmentation | Promu en début de saison de division 1                             |

### Parcours en coupes d'Europe
Le parcours des clubs belges en coupes d'Europe est important puisqu'il détermine le coefficient EHF et donc le nombre de clubs espagnoles belges en coupes d'Europe les années suivantes.
| Club              | Compétition              | Tour d'entrée                 | Résultat                                 | Dernier adversaire |
| HC Eynatten       | Ligue des champions (C1) | Premier tour de qualification | éliminé au premier tour de qualification | RK Vardar Skopje   |
| HC Eynatten       | Coupe de l'EHF (C3)      | 2e tour                       | 2e tour                                  | AC Doukas          |
| HC Herstal/Ans    | Coupe de l'EHF (C3)      | 1er tour                      | éliminé au 1er tour                      | Polis Akad. Ankara |
| Sporting Neerpelt | Coupe des coupes (C2)    | 3e tour                       | éliminé au 3e tour                       | Redbergslids IK    |
| Union beynoise    | Coupe Challenge (C4)     | 1/16 de finale                | éliminé en 1/16 de finale                | SKIF Krasnodar     |

### Bilan de la saison
| Tableau d'honneur de la saison 2002-2003 |                                  |                                   |
| Compétition                              | Vainqueur                        | Commentaire                       |
| Championnat de Belgique                  | HCE Tongeren                     | 1er titre                         |
| Coupe de Belgique                        | Initia HC Hasselt                | 7e victoire                       |
| Qualifications européennes               |                                  |                                   |
| Compétition                              | Qualifiés                        | Qualifiés                         |
| Ligue des champions (C1)                 | HCE Tongeren                     | Champion                          |
| Coupe des coupes (C2)                    | Initia HC Hasselt                | Vainqueur de la Coupe de Belgique |
| Coupe de l'EHF (C3)                      | HC Eynatten                      | Finaliste du championnat          |
| Coupe Challenge (C4)                     | Union beynoise                   | 1 ?                               |
| Promotions et relégations                |                                  |                                   |
| Promu de Division 1 (D2)                 | CSV Charleroi HC Maasmechelen 65 | 1er (D2) 3e play-downs            |
| Relégation en Division 1 (D2)            | HBC Izegem Olse Merksem HC       | 4e play-downs 10e                 |